# قائمة مساجد مدينة تونس

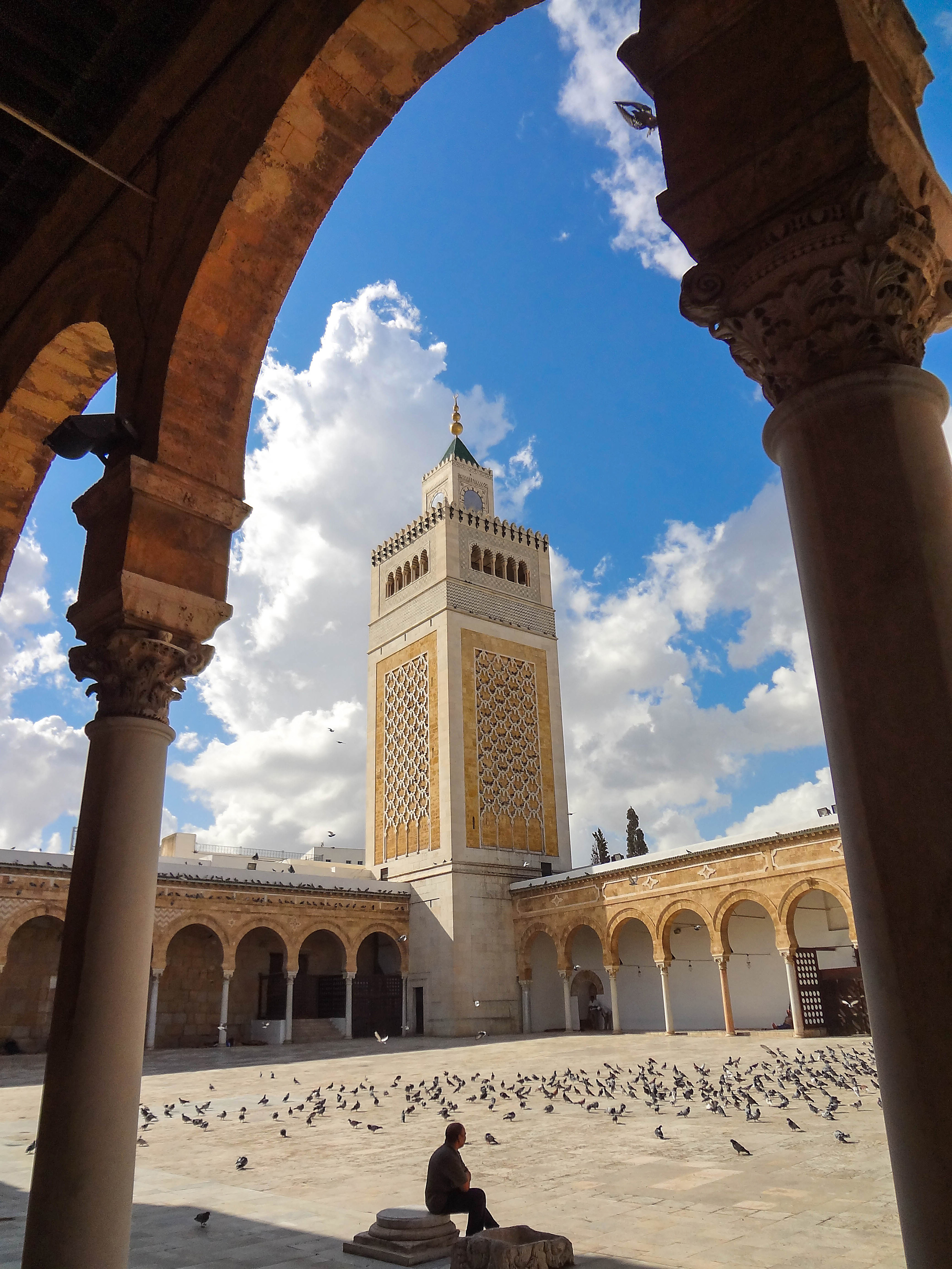
جامع الزّيتونة المعمور

يوجد بمدينة تونس مجموعة كبيرة من المساجد، توسعت بازدياد سكان المدينة وباختلاف مذاهبهم ممّا أدّى إلى تنوّع الجوامع معماريّا وفنيّا وجعلها ذات ثقل معرفي وديني. جامع الزيتونة هو نواة مدينة تونس، تأسّست حوله المدينة. وهو أعرق جوامعها.
هذه قائمة المساجد والجوامع الموجودة بمدينة تونس.

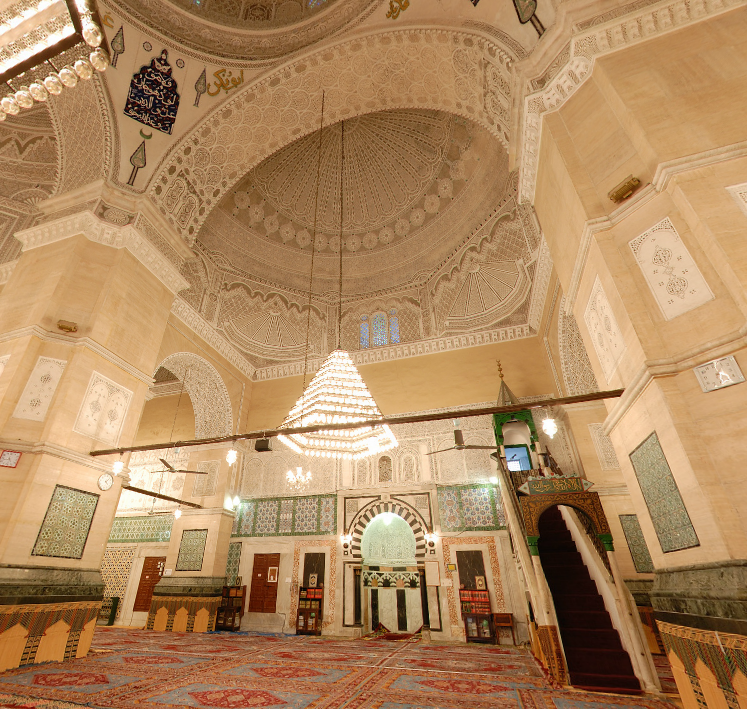
محراب محمد باي

## مساجد مدينة تونس العتيقة
- جامع الزيتونة

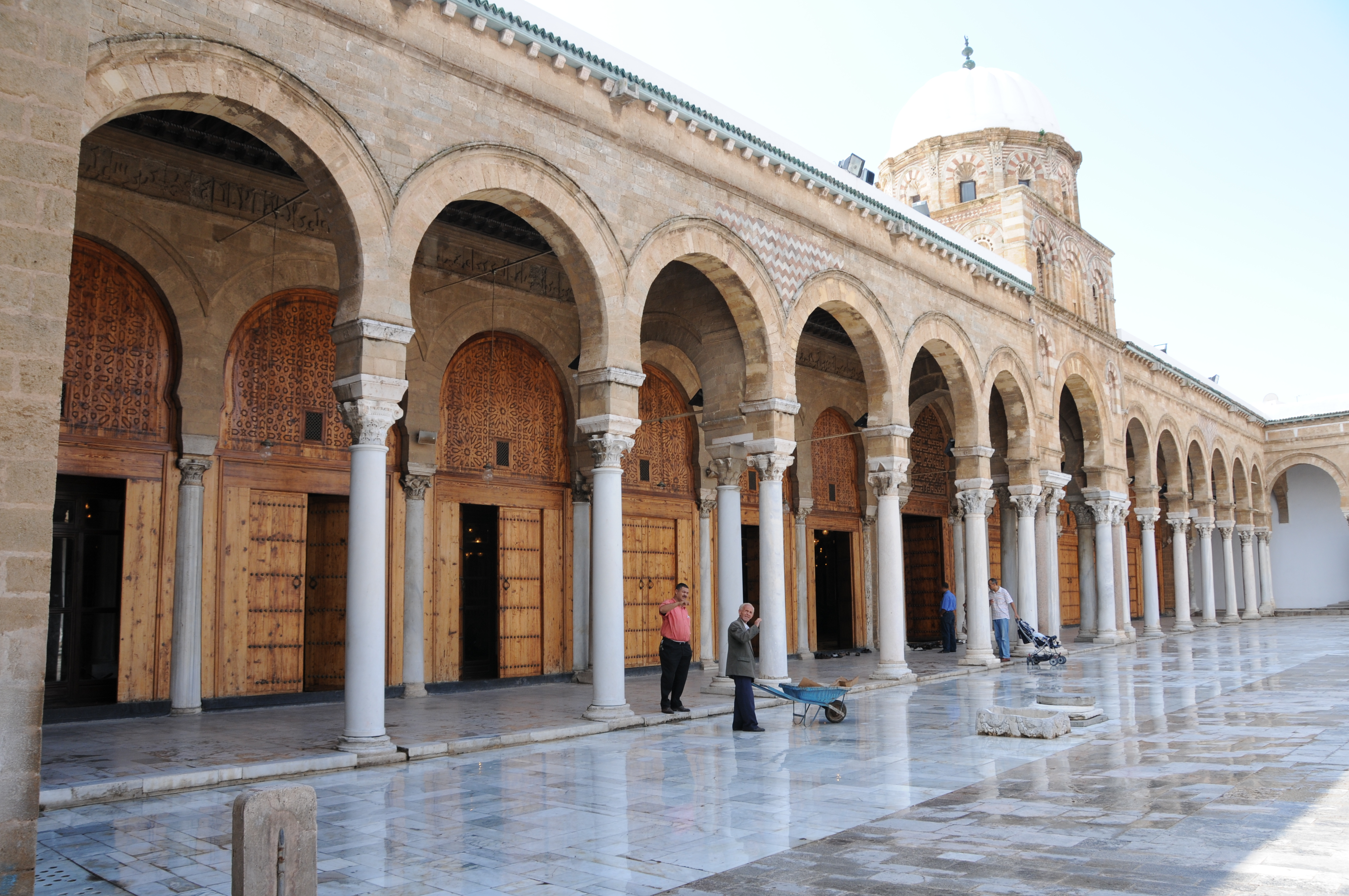
جامع الزيتونة

هو المسجد الجامع الرئيسي في مدينة تونس العتيقة في تونس العاصمة في تونس، وأكبرها وأقدمها ويرجع للسنة على المذهب المالكي. تأسس في 698 (79 هـ) بأمر من حسان بن النعمان وأتمه عبيد الله بن الحبحاب في 732، ويعتبر ثاني أقدم مسجد في تونس بعد جامع عقبة بن نافع.
- جامع القصبة

أمر ببنائه السلطان الحفصي أبو زكرياء الأول بين عامي 629 هـ\1292 م و633 هـ\1296 م بمدينة تونس العتيقة، وكان يسمى في العهد الحفصي باسم جامع الموحدين.
- جامع باب بحر

معروف أيضا باسم جامع الزرارعية  أو جامع الزيتونة الخارجي، هو مسجد يقع شرق مدينة تونس العتيقة. تم بناؤه في العهد الحفصي، على يد أحمد ابن مرزوق ابن أبي عمارة المسيلي سنة 1282 ميلادي الموافق ل 681هجري.
- الجامع الجديد

يقع في المدينة العتيقة وبالتحديد في نهج الصباغين، تم بناؤه بأمر من حسين بن علي مؤسس الدولة الحسينية سنة 1139هـ الموافق 1726 ميلادي.
- مسجد حمودة باشا الحسيني

يقع غرب مدينة تونس العتيقة في تونس العاصمة. شيد المسجد سنة 1805 (1220 هـ) من قبل حمودة باشا الحسيني باي تونس.
- المسجد الحبيبي

يقع وسط مدينة تونس العتيقة في تونس العاصمة.تم تشييده سنة 1926 ميلادي الموافق لسنة 1345 هـ.
- مسجد الحفصية

يقع في حي الحفصية شمال مدينة تونس العتيقة في تونس العاصمة. تم بناء المسجد في حكم محمد الأمين باي، حيث بدأت الأشغال في 1954 (1372 هـ) بفضل تمويل الوطني صالح بن علي بن بلقاسم بوزنبيلة الدويري، وانتهت في 1956 (1375 هـ).
- جامع الهنتاتي

يقع غرب مدينة تونس العتيقة في تونس العاصمة، وتحديدا في سوق اللفة والذي يسمى أيضا سوق الجرابة، الذي يحتوي أتباع الإباضية.
- مسجد الإشبيلي

يقع في الزاوية المطلة على نهج باش حامبة ونهج الكنز والمقابلة لسوق البلاط، وذلك في مدينة تونس العتيقة. بني في القرن العاشر، وله واجهة كبيرة بها ثلاثة أبواب.
- مسجد الفال

يقع بنهج العزّافين بمدينة تونس وهو معلم مصنّف منذ 19 أكتوبر 1992. تمّ بناء هذا المسجد في الفترة الصّنهاجيّة، المعروفة بالفتّرة الزّيريّة، وهي فترة حكم فيها الزّيريون المغرب بين 972 و1014.
- مسجد القبّة

يقع في 41 نهج تربة الباي في مدينة تونس العتيقة في تونس العاصمة، شيد في القرن الحادي عشر. شيد في القرن الحادي عشر. المسجد مشهور بسبب كونه مكان دراسة العلامة ابن خلدون.
- جامع القصر

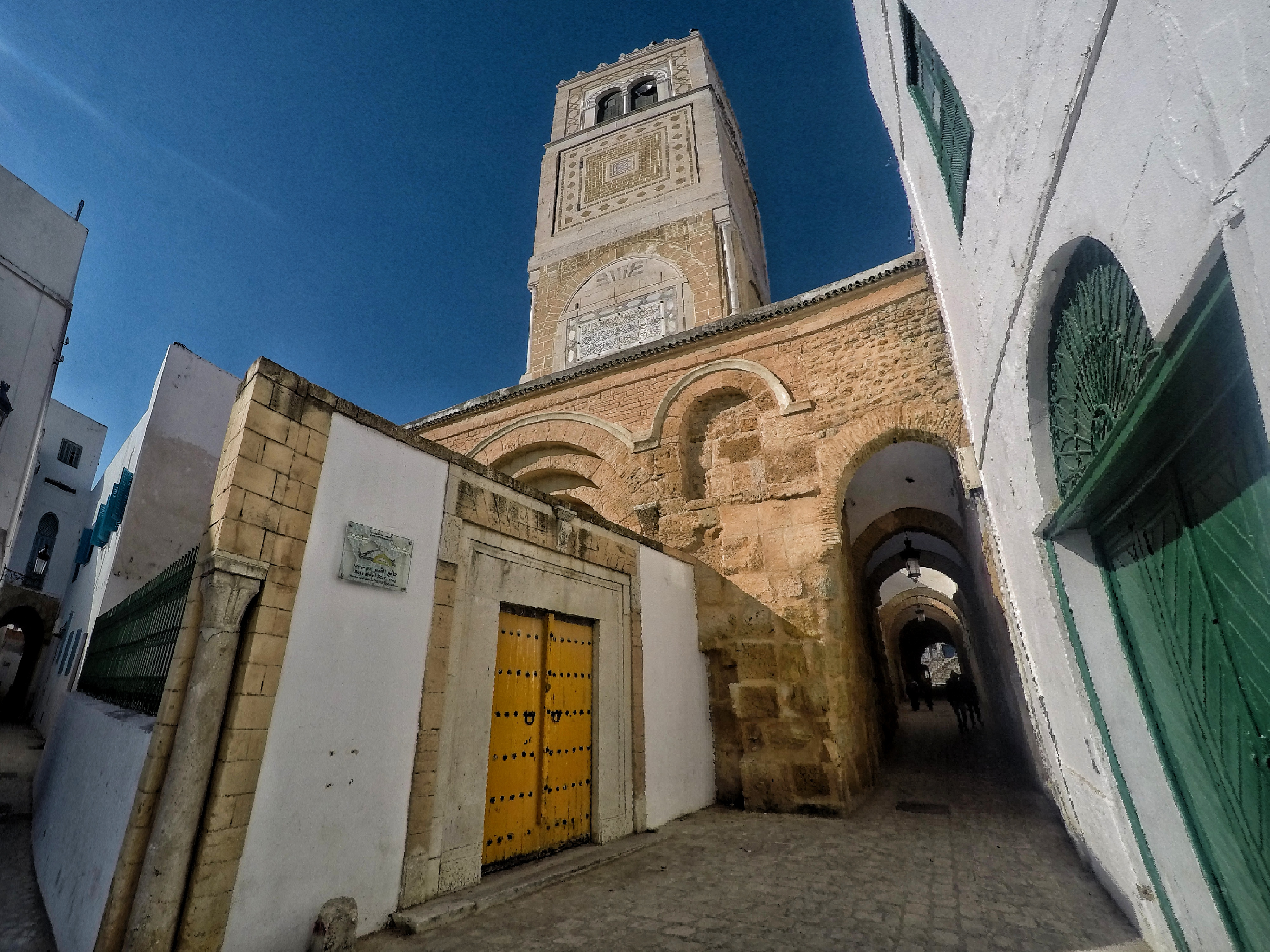
جامع القصر

يقع في حي باب المنارة في طرف مدينة تونس العتيقة في تونس العاصمة. كان الجامع مسجدا ملكيا تابعا لقصر دار حسين، مقر سكن ملوك بنو خراسان، ويوقع أن المسجد تم بناؤه أثناء حكم أحمد بن خراسان (1100 - 1128).
- مسجد ملي ملي

يقع بشمال المدينة. تمّ بناؤه في العهد الحسيني.
- جامع المهراس

يقع شرق مدينة تونس العتيقة في تونس العاصمة. شيد أثناء حكم بنو خراسان، وهي سلالة محلية حكمت تونس بين 1059 و1158.
- مسجد الطراز

يقع غرب مدينة تونس العتيقة في تونس العاصمة. شيد سنة 1836 (1251 هـ) تحت حكم الحسينيين، من قبل الأمير مصطفى بن محمود بن محمد الرشيد.
- مسجد حمودة باشا

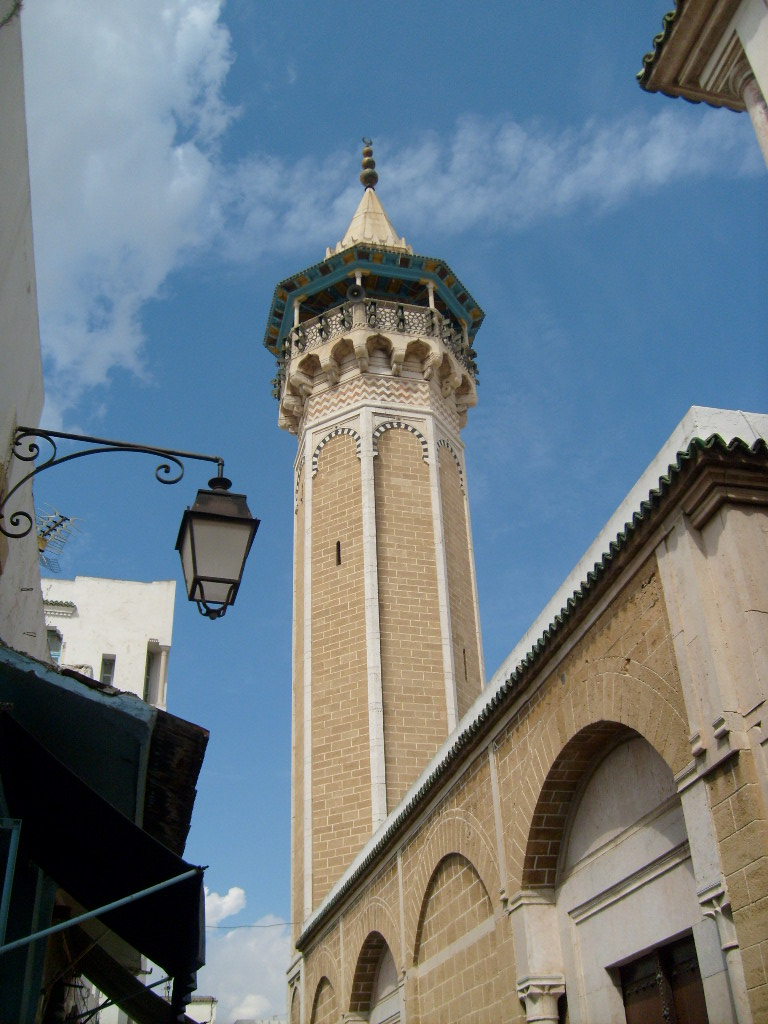
مسجد حمودة باشا

بناه حمودة باشا المرادي بأي تونس عام 1655 وتم ترتيبه كمعلم تاريخي في 13 مارس 1912 ميلادي. دامت مدة حكم حمودة زمنا طويلا يقارب الخمس والثلاثين سنة، وهي مدة طويلة نسبيا سمحت له بأن يؤسس العديد من المعالم الدينية والمدنية، من أهمها الجامع الذي اشتهر باسمه والواقع في مكان التقاء نهج سيدي بن عروس بنهج القصبة.
- جامع حرمل

يقع في نهج الصباغين في مدينة تونس العتيقة في تونس العاصمة. يرجع تشييد إلى العهد الحفصي، بناه علي ثابت، أحد وزراء يوسف داي أثناء القرن السابع عشر.
- مسجد لاز

يقع غرب مدينة تونس العتيقة في تونس العاصمة. ينسب المسجد للحاج محمد لاز داي، وهو انكشاري أصيل لازستان.
- مسجد السيدة عجولة

يقع شمال مدينة تونس العتيقة في تونس العاصمة. شيد سنة 1874 (1291 هـ) تحت حكم الحسينيين.
- مسجد سيدي عامر

يقع بالجنوب الشّرقي للمدينة، وهو معلم مصنّف منذ 16 نوفمبر 1928.
- مسجد سيدي بوحديد

يقع شمال مدينة تونس العتيقة في تونس العاصمة. يستلهم المسجد إسمه من اسم ولي صالح هو سيدي بوحديد، واسمه الحقيقي محمد، وعاش في القرن الثاني عشر ودفن في الحي اليهودي الذي يسمى الحارة.
- جامع سيدي محرز

يقع في نهج سيدي محرز، وهو أكبر جامع للمذهب الحنفي تم تشييده سنة 1104 هجري الموافق ل 1692 على يد محمد باي المرادي، نجل مراد الثاني لكنه يعرف باسم جامع سيدي محرز وذلك لوجوده أمام الزاوية التي تحمل اسم الرجل الصالح.
- جامع يوسف داي

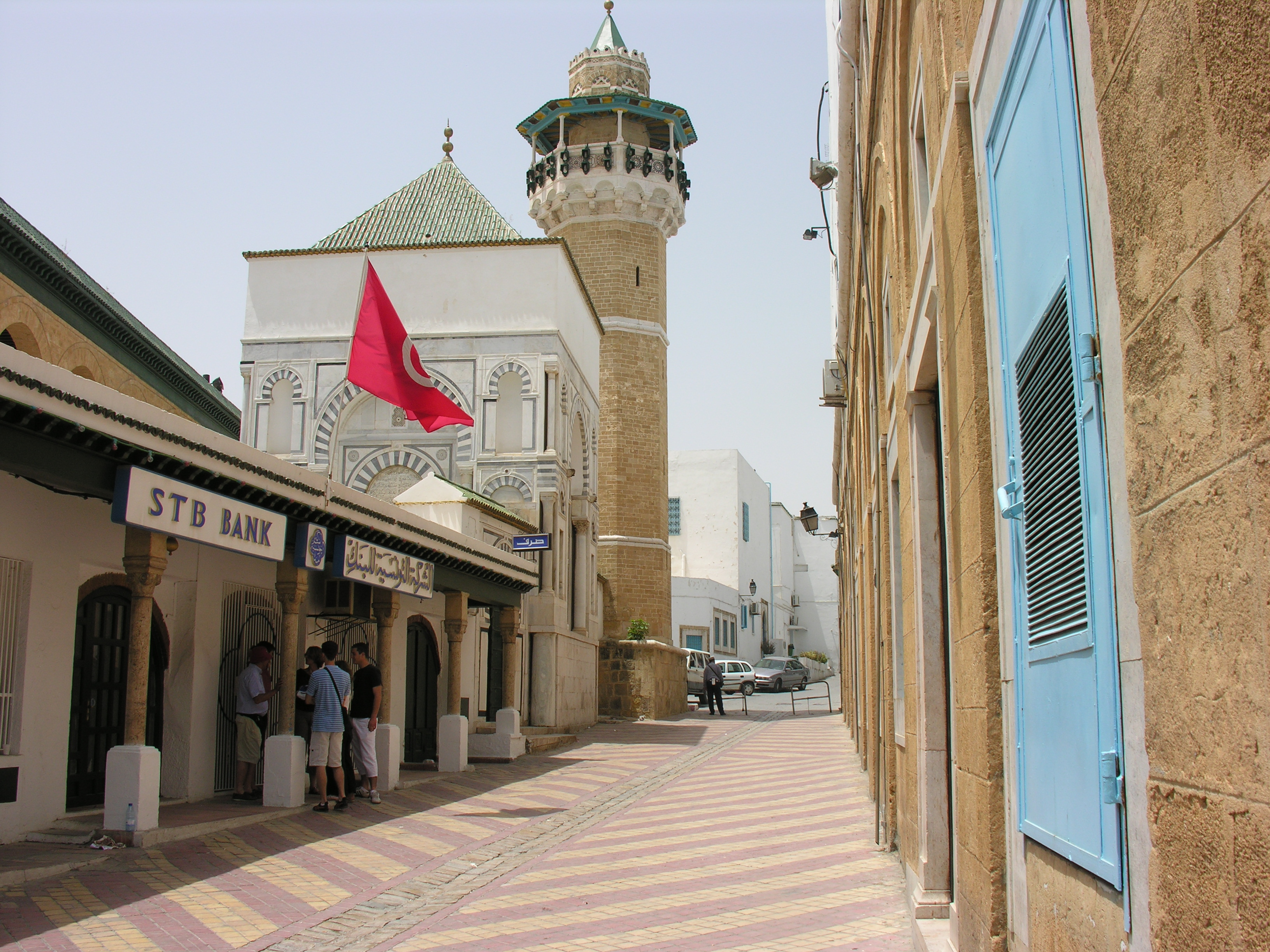
جامع يوسف داي

المعروف أيضاً باسم جامع سيدي يوسف هو أول جامع حنفي في تونسبعد الفتح العثماني ويسميه البعض جامع البشامقية، تم بناؤه سنة 1612 في عهد يوسف داي وهو أول مسجد ينبى على طريقة العمارة العثمانية ويحتوي قبر مؤسسه. في البداية كان مسجدا للخمس وفي سنة 1631قاميوسف داي بتحويله إلى جامع خطبة وقد تم تدريس الفقه الحنفي به.

## مساجد الربض الشمالي
- جامع أبي محمد المرجاني

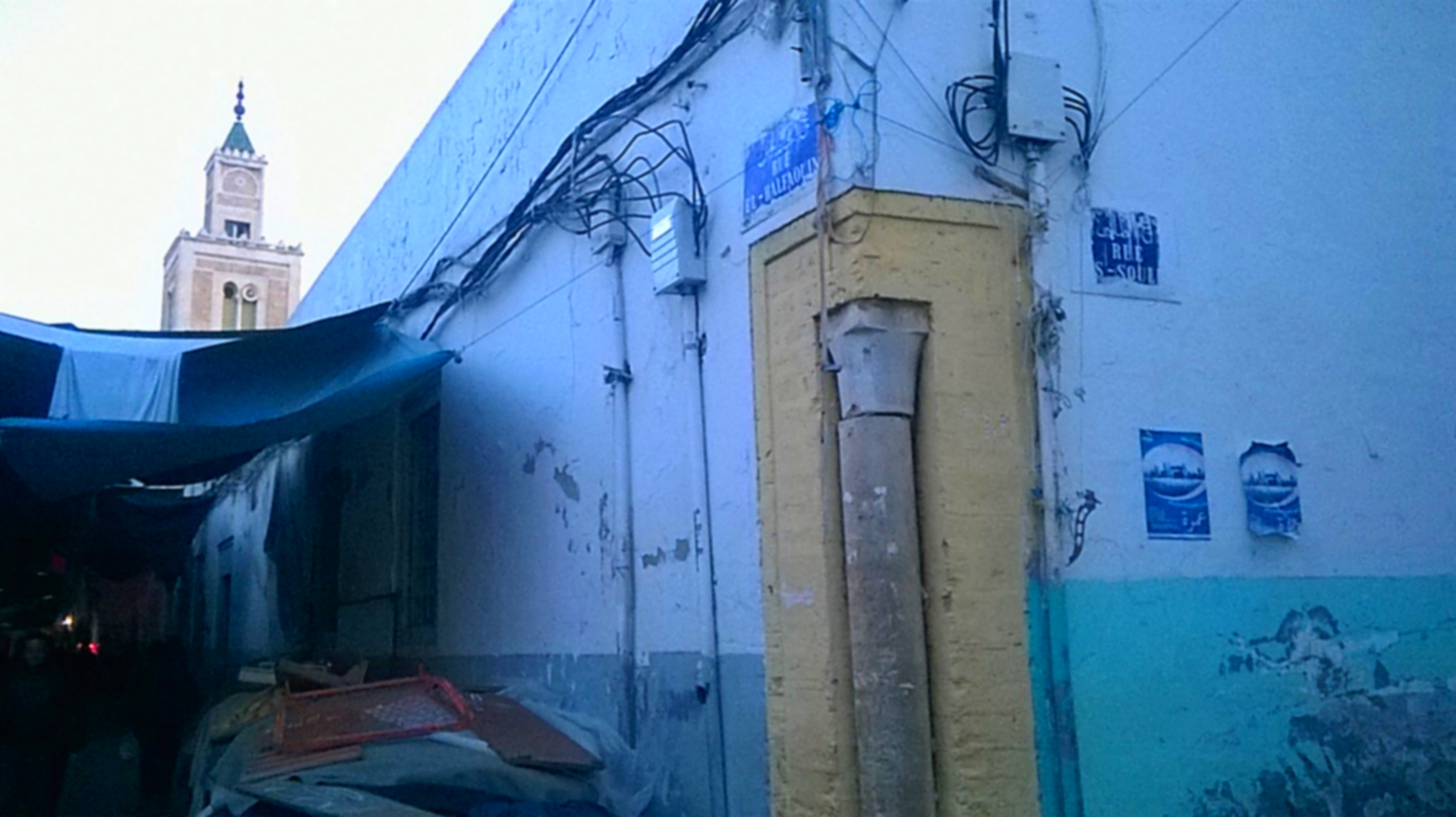
جامع أبي محمد المرجاني

يقع بالحلفاوين، تمّ تأسيسه في القرن السّابع هجري الموافق للقرن الثالث عشر ميلادي.
- مسجد بن حميدة

يقع بنهج الحليب باب سويقة، شيد المسجد في 1009 الموافق لـ400هـ.
- مسجد بومنيجل

يقع شمال مدينة تونس بربض باب سويقة، استمدّ تسميته من اسم الوليّ الصّالح سيدي بومنيجل أو من اسم الطير الأبابيل المذكور في القرآن والذي يُطلق عليه اسم يومنيجل.
- الجامع الأحمدي

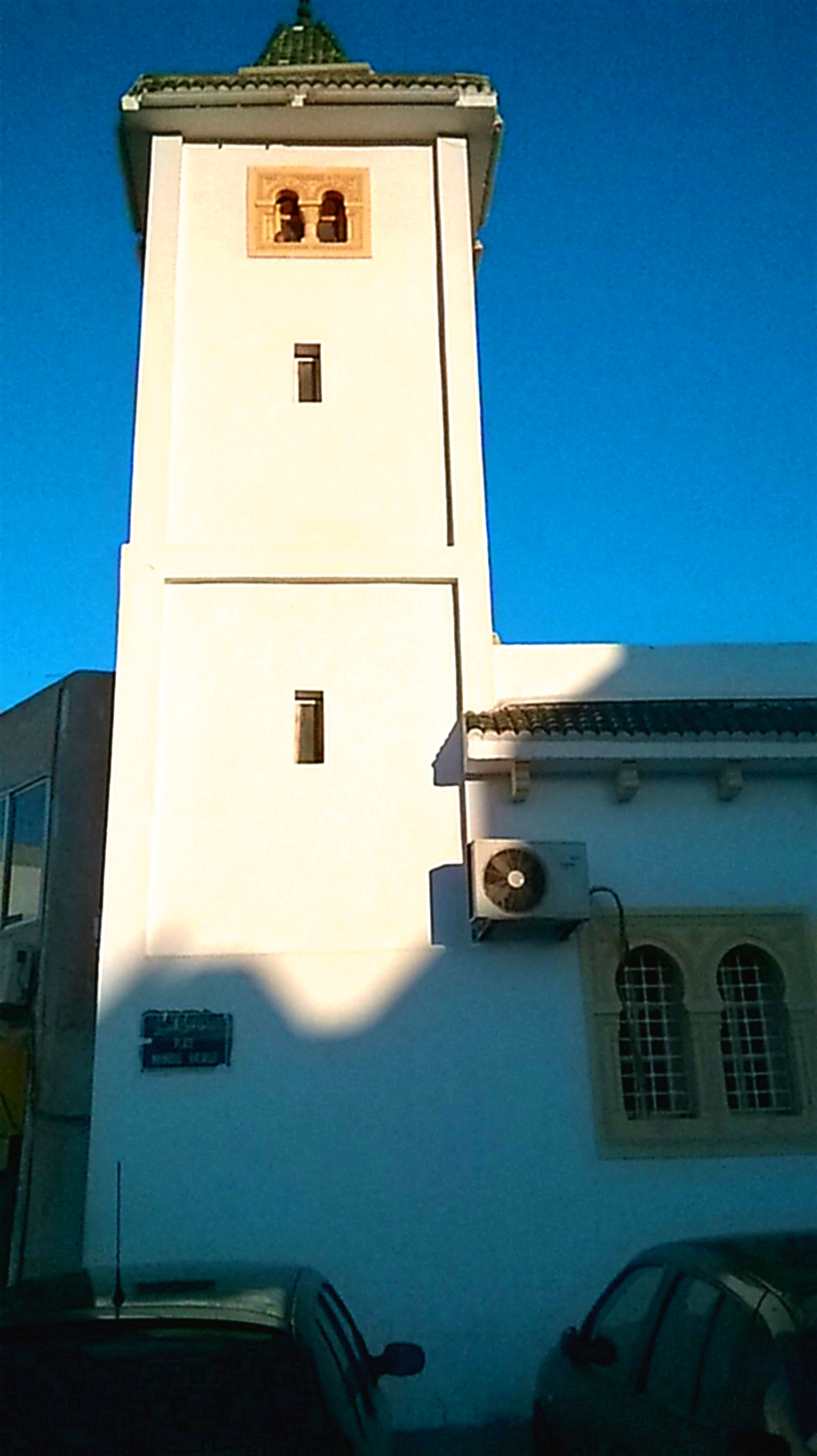
الجامع الأحمدي

يقع بزنقة الكوشة بباب الخضراء، تمّ بناؤه سنة 1352 هجري الموافق ل1933 ميلادي.
- جامع البرج

يقع في باب العسل، تمّ تشييده في العهد الحفصي سنة 8 (عدد) هجري الموافق لسنة 14 ميلادي.
- مسجد البرادعية

يقع بربض باب سويقة، تمّ بناؤه في القرن الخامس عشر في العهد الحفصي.
- مسجد حمام الرميمي

يقع بالحلفاوين، تمّ بناؤه سنة 1781 في العهد الحفصي.
- جامع صاحب الطابع

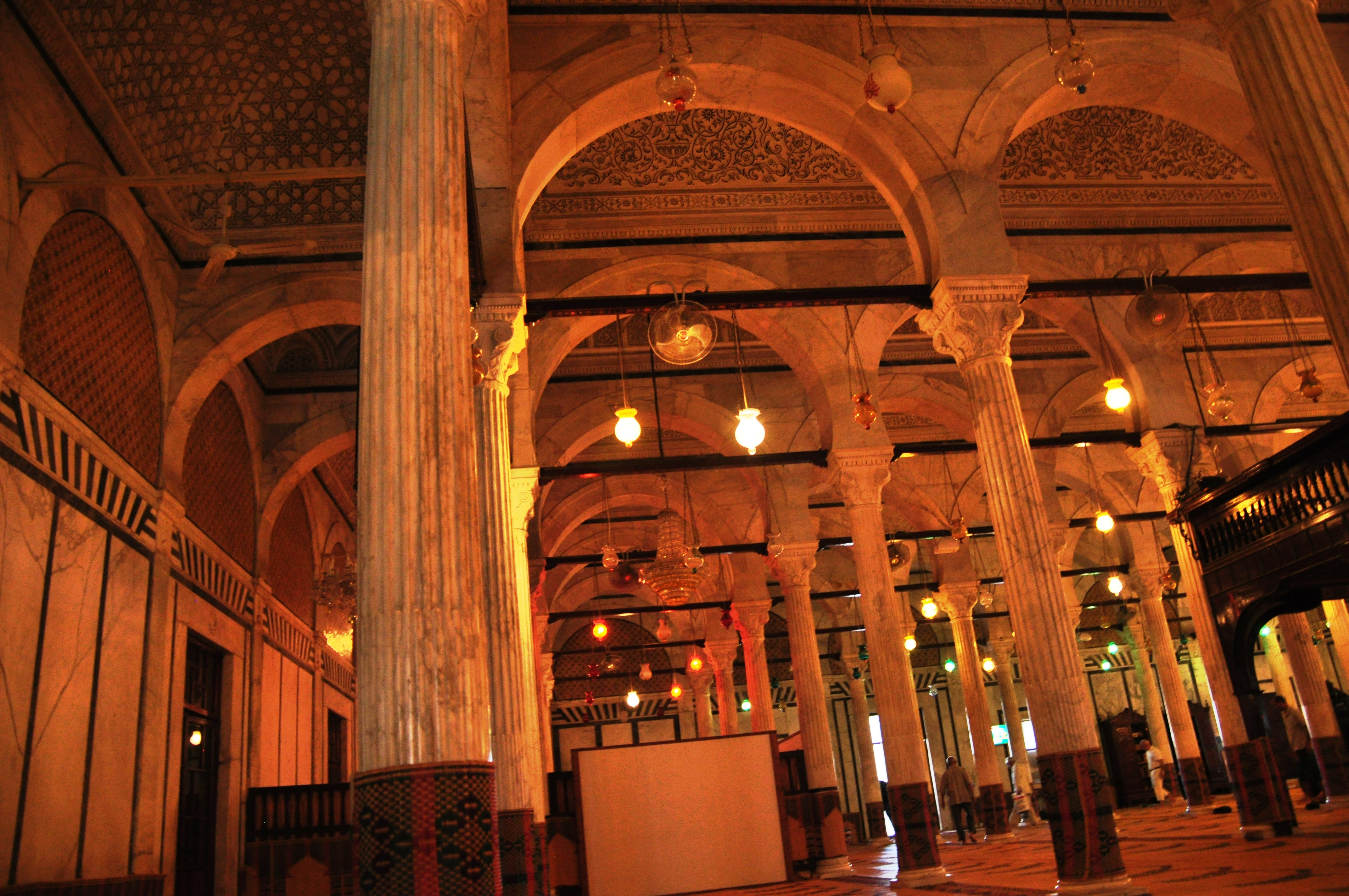
جامع صاحب الطابع

هو أخر جامع عثماني مبني في تونس هو الجامع الحنفي الوحيد الذي لم يبنيه باي أو داي بل بناه وزير مملوك. تمّ بناؤه سنة 1808 وأقيمت أول صلاة يوم 4 مارس 1814.
- مسجد سيدي البلاغ

يقع بالحلفاوين، استمدّ المسجد تسميته من الولي الصّالح الشيخ أبي قاسم البلاغ.
- مسجد سيدي بلحسن الحلفاوي

يقع في الحلفاوين، يعود لسيدي بلحسن الحلفاوي أحد أبناء الولي الصّالح سيدي محمّد الحلفاوي.
- مسجد سيدي الأنصاري

يقع بنهج القعّادين بباب سويقة، تمّ بناؤه سنة 1905 ميلادي الموافق ل1321 هجري.
- مسجد سيدي قويسم

يقع بباب سويقة، نهج ناصر بن جعفر، استمدّ تسميته من اسم مؤسّسه الشّيخ محمد قويسم النواوي.
- جامع سبحان الله

يقع بربض باب سويقة، تمّ بناؤه بين 1016 و1034 هجري.
- جامع التبانين

يقع بربض باب سويقة، شيده السلطان الحفصي أبو عمر عثمان في 1487 ميلادي الموافق لسنة 893 هجري.
- مسجد ترنجة

يقع المسجد في نهج ترنجة بباب الخضراء، شيد في 1983 تحت حكم الحسينيين.
- مسجد الكيال

يقع بباب سويقة، استمدّ تسميته من اسم مؤسّسه كيّال القمح بالدّارجة التّونسيّة.

## مساجد الربض الجنوبي
- جامع الحلق

يقع بسوق السلاح قرب باب الجديد ونهج سوق المر، تأسّس جامع الحلق في القرن الثامن هجري الموافق لالقرن الرابع عشر ميلادي.
- جامع باب الجزيرة

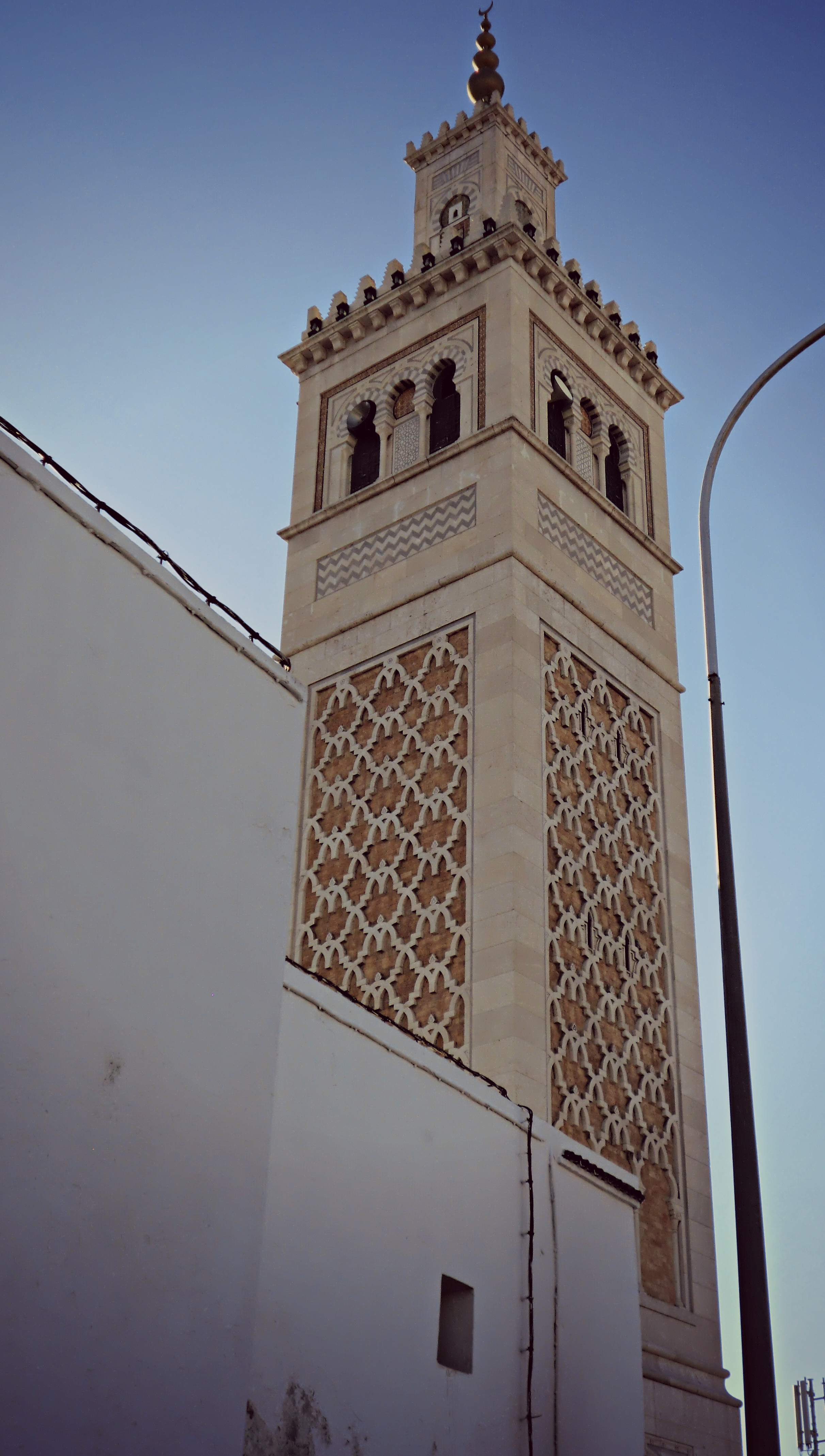
منارة الجامع

يقع في نهج الجزيرة، أسّسه محمد عبد الله الغربي ما بين أواخر القرن الثاني عشر وأوائل القرن الثالث عشر.
- مسجد الشربات

يقع بالحجّامين بربض باب الجزيرة، تمّ بناؤه سنة 1933 ميلادي الموافق لهجري في العهد الحسيني.
- جامع الحجامين

يقع بالحجّامين بربض باب الجزيرة، تمّت إعادة ترميمه على يد الشّيخ أحمد بالأمين.
- جامع الهواء

أمرت ببنائه الأميرة عَطْف، زوجة السلطان الحفصي أبو زكرياء الأول، في عهد ابنها السلطان أبي عبد الله محمد المستنصر في أواسط القرن القرن السابع الهجري\القرن الثالث عشر الميلادي، وكان يسمى في العهد الحفصي باسم جامع التوفيق، وهو يوجد حاليًا بنهج جامع الهواء بالمدينة العتيقة - تونس العاصمة.
- مسجد خلوية سيدي محرز

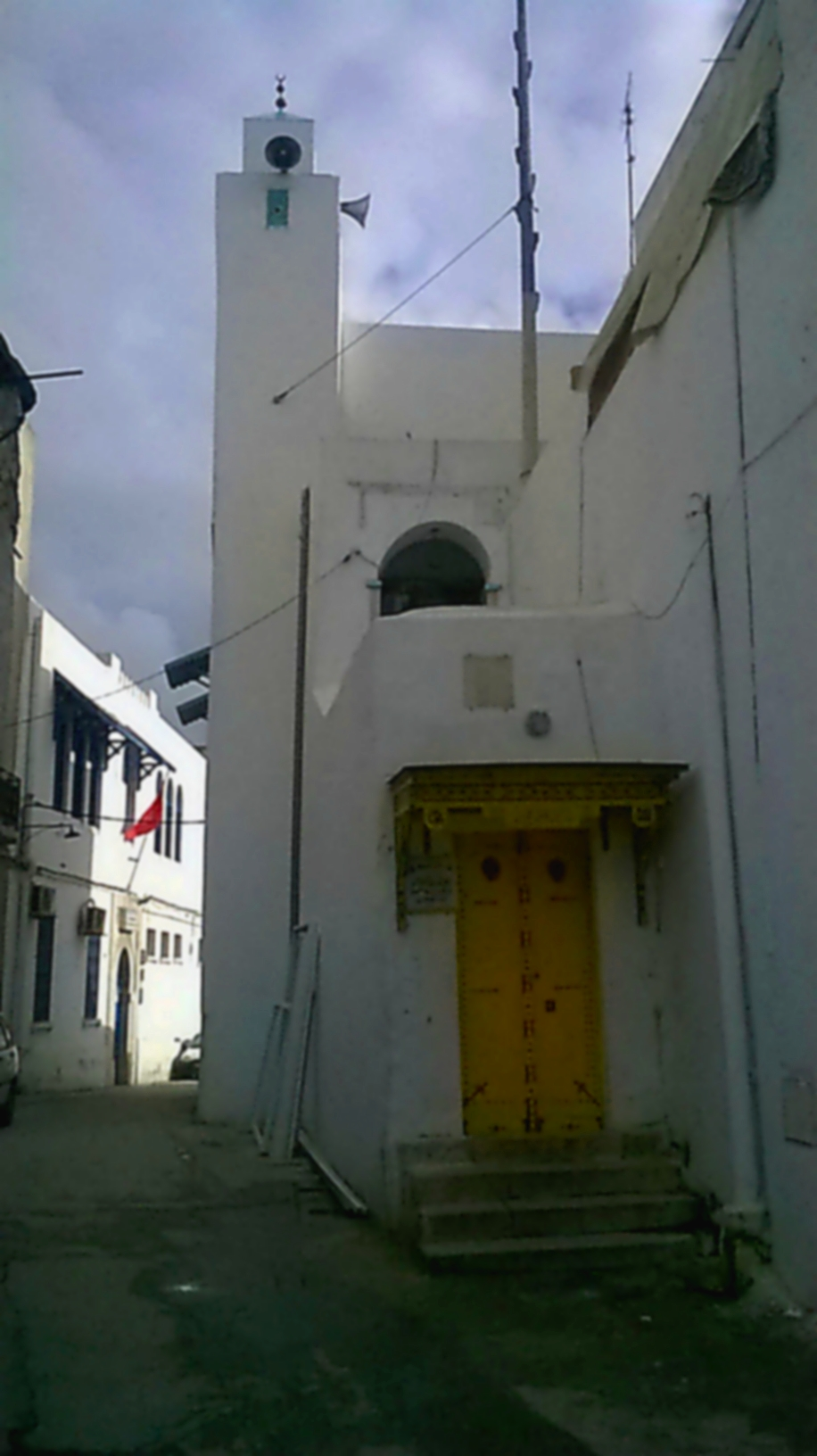
خلوة سيدي محرز بن خلف

يقع بباب الجديد بربض باب الجزيرة، استمدّ المسجد تسميته من اسم مؤسّسه سيدي محرز.
- جامع السبخة

يقع الجامع بنهج السّبخة، تمّ بناؤه في العهد الحفصي.
- مسجد سيدي البغدادي

يقع المسجد بنهج سيدي البغدادي قرب باب منارة، تمّ بناؤه في العهد الحفصي، في القرن الثّالث عشر ميلادي الموافق للقرن السّابع هجري.
- جامع سيدي منصور

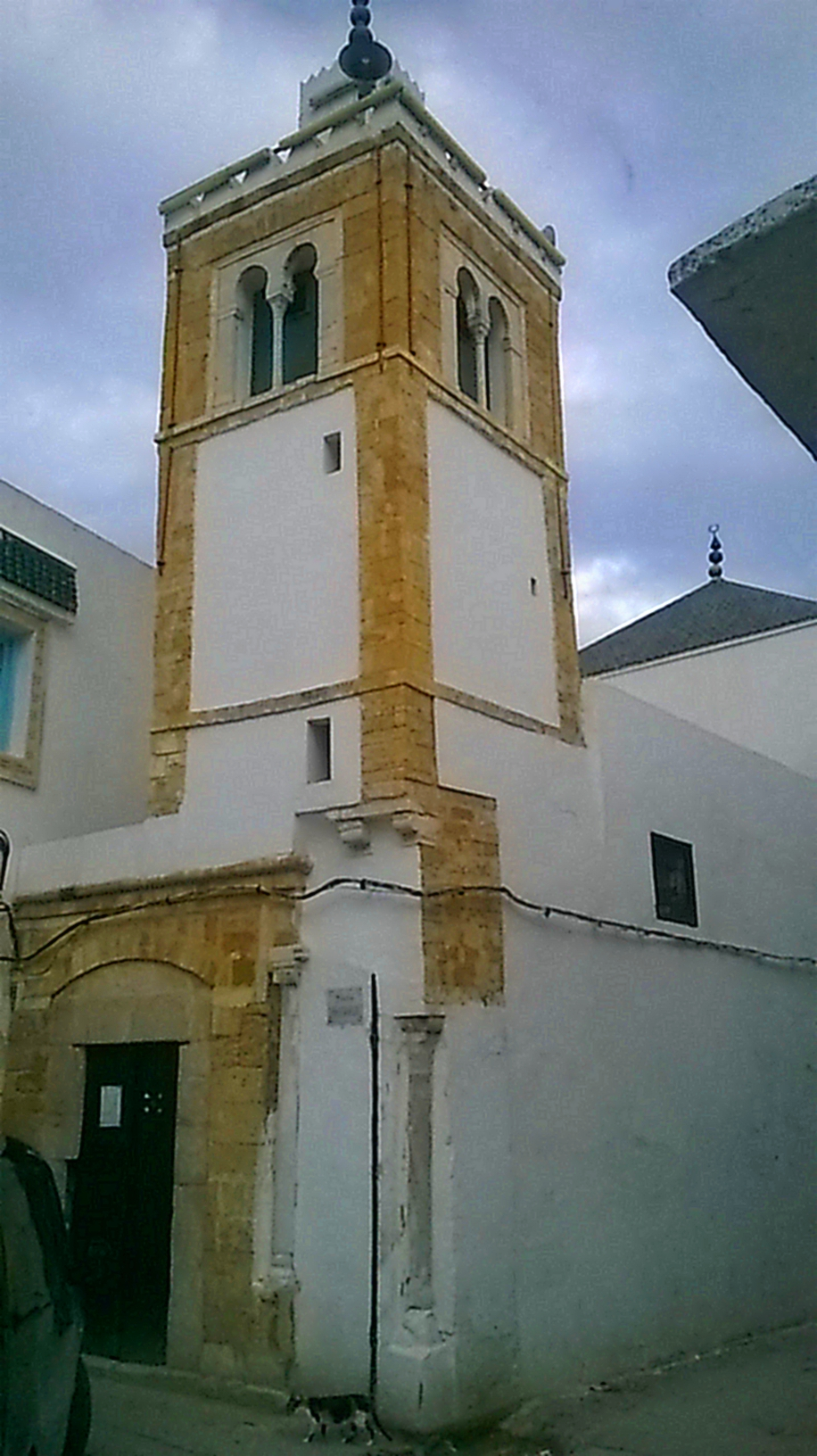
جامع سيدي منصور

يقع بالحجّامين، بربض باب الجزيرة جنوب المدينة، موجود منذ سنة 1875.

## مساجد قديمة
- مسجد ويشكة

كان يقع شمال للمدينة.
يعود هذا المسجد إلى فترة قدوم الأندلس إلى تونس.
- مسجد النقيري

كان يقع جنوب المدينة. سمّي بذلك نسبة للإمام محمد التطاوني.
- مسجد الغاصرون

كان يقع بنهج الغاصرون وتمّ بناؤه في العهد الحفصي.
- مسجد قاره برني

كان يقع وسط مدينة تونس العتيقة. يرجح أن هذا المسجد بني أيام كانت تونس تحت الحكم العثماني.
- مسجد الصفار

كان يقع جنوب المدينة. اعتاد الوليّ الصّالح محمد بن علي الصوردو الصّلاة به.
- مسجد سيدي صالح بو قبرين

كان يقع بالرّبض الشّمالي للمدينة، بنهج سيدي العلوي. استمدّ تسميته من اسم سيدي صالح بوقبرين.
- مسجد سيدي مردوم

كان يقع بنهج سيدي مردوم بباب قرطاجنة. استمدّ تسميته من اسم الولي الصّالح سيدي مردوم.
- مسجد الشّيخ الرّصاع

كان يقع ب 14 نهج الوصفان، بالقرب من سوق النحاس. يرجع بناؤه إلى العهد الحفصي ويوجد بصحن هذا المسجد قبر المؤسس عليه نقيشة أندلسية جميلة الأشكال.
- مسجد اسطا مراد

كان يقع بنهج الحكّام. تمّ بناؤه سنة 1637، سنة تولّي أسطا مراد الحكم.
- مسجد ترشيش

كان يتوسط قديما نهج الكنيسة الذي أصبح نهج جامع الزيتونة بعد الاستقلال.
- مسجد دار الأغة

كان يقع في نهج الآغة، أحد أنهج المدينة العتيقة. تعود التسمية إلى آغة الوجق، وهو لقب مدني وعسكري كان مستعملا في عهد الدولة العثمانية.
- مسجد الدباغين

كان يقع بسوق الدباغين. استمدّ تسميته من الدّباغين (صانعي دباغة الجلود) المحيطين به.
- مسجد السيدة مسيكة

كان يقع بنهج القنطرة. استمدّ المسجد تسميته من اسم الوليّة الصّالحة السّيدة مسيكة والتي كانت تُعرف بحكمتها وأخلاقها.
- مسجد سيدي الحاري

كان يقع بنهج سيدي الحاري، بباب قرطاجنة. استمدّ المسجد تسميته من اسم سيدي الحاري، وهو وليّ صالح وزاويته معلم مصنّف.
- مسجد سيدي علي بن زياد

كان يقع بنهج سيدي بن زياد، وراء دار الباي. استمدّ تسميته من اسم الولي الصّالح سيدي علي بن زياد.
- مسجد سيدي معاوية

كان يقع بنهج المنستيري. استمدّ تسميته من اسم الولي الصّالح سيدي معاوية، وهو أصيل الوطن القبلي.

## معرض الصور

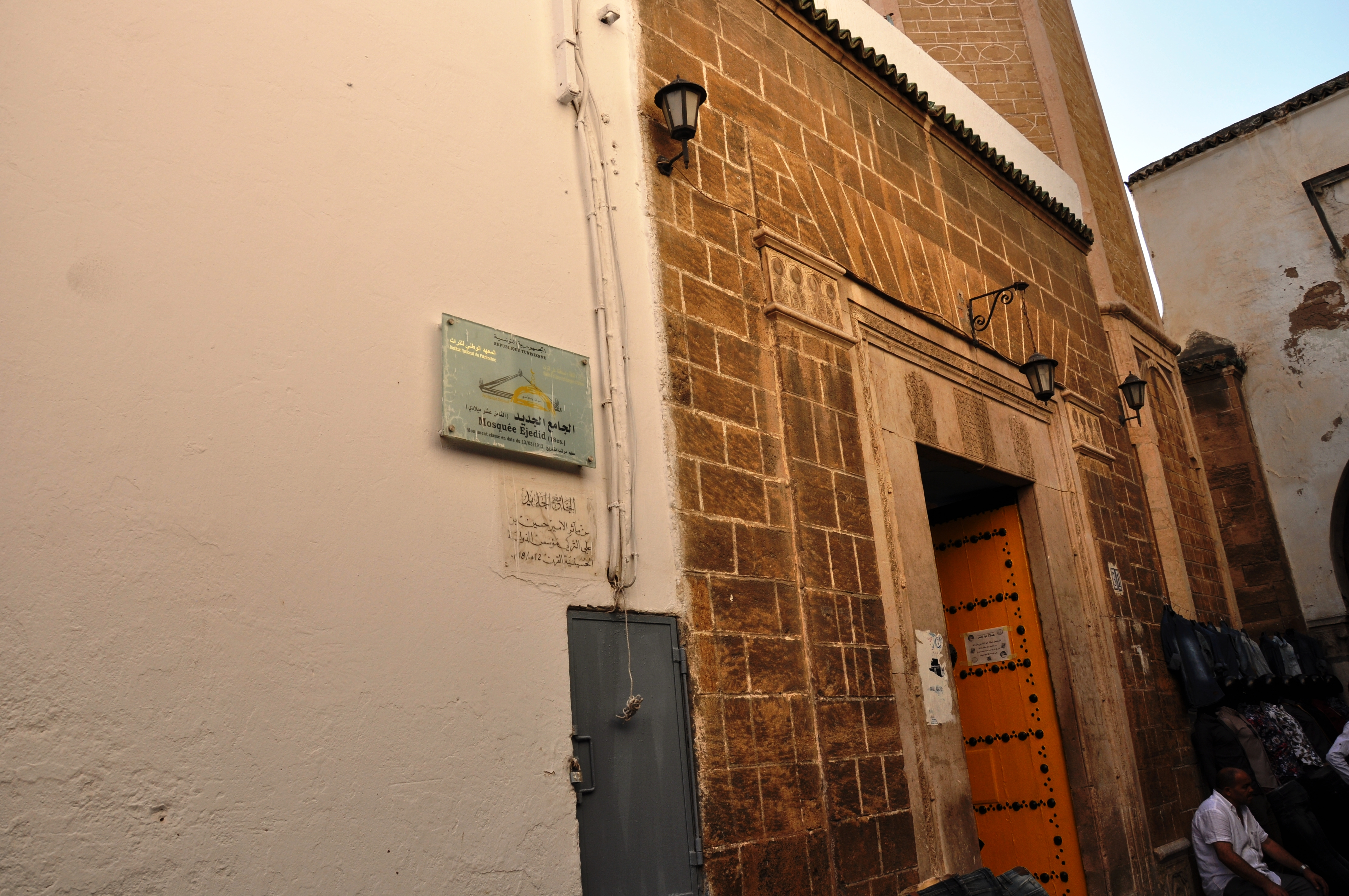
الجامع الجديد
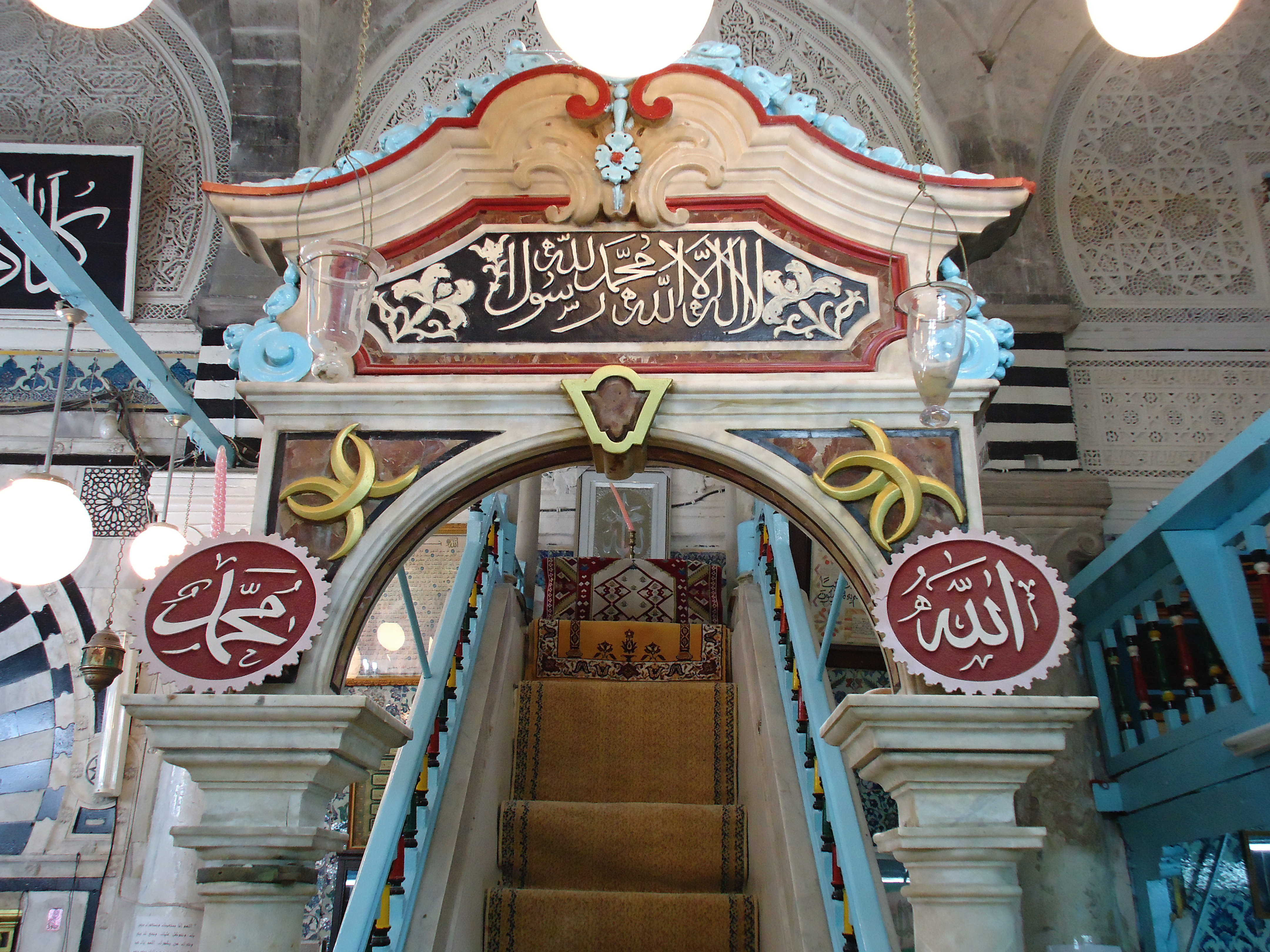
منبر الجامع الجديد
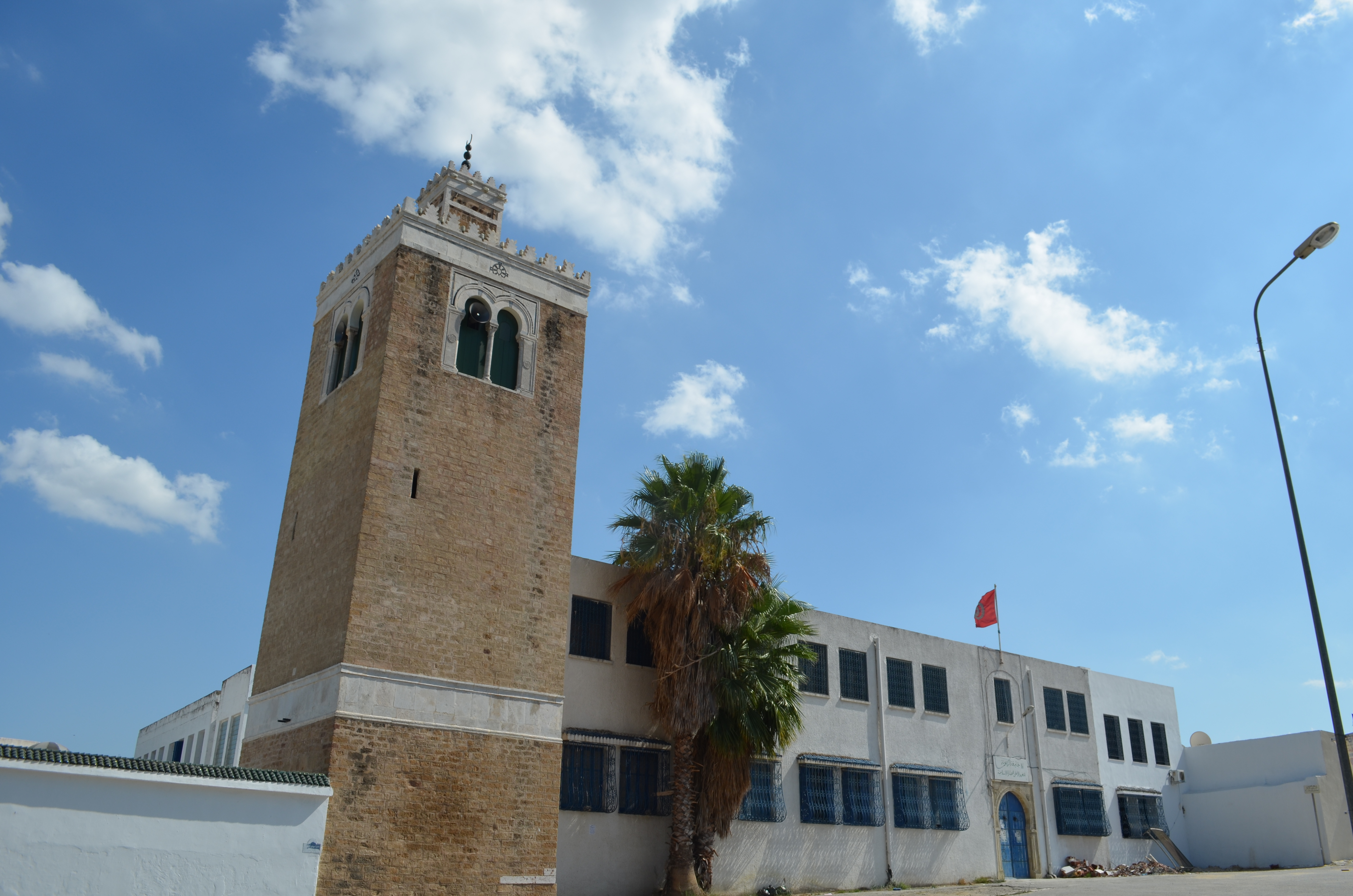
جامع الهواء
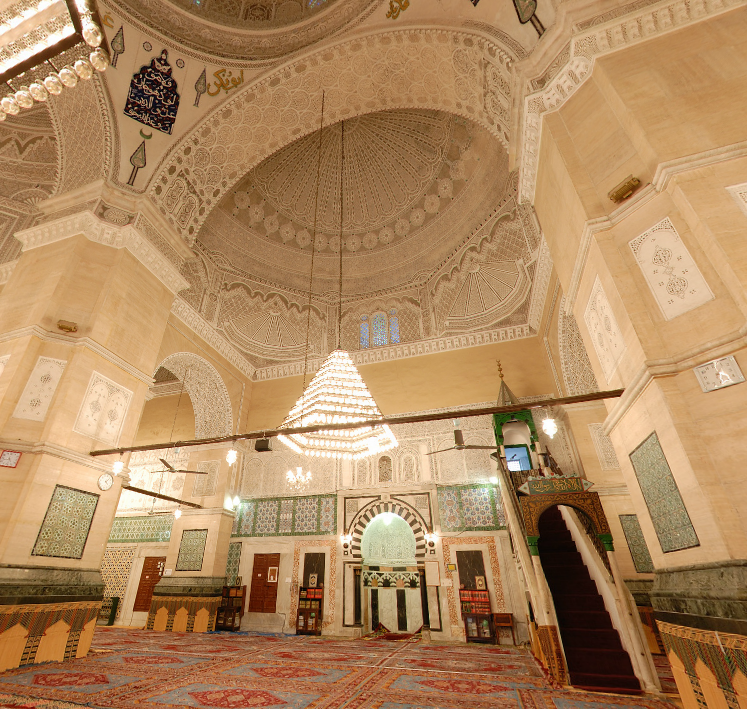
جامع سيدي محرز
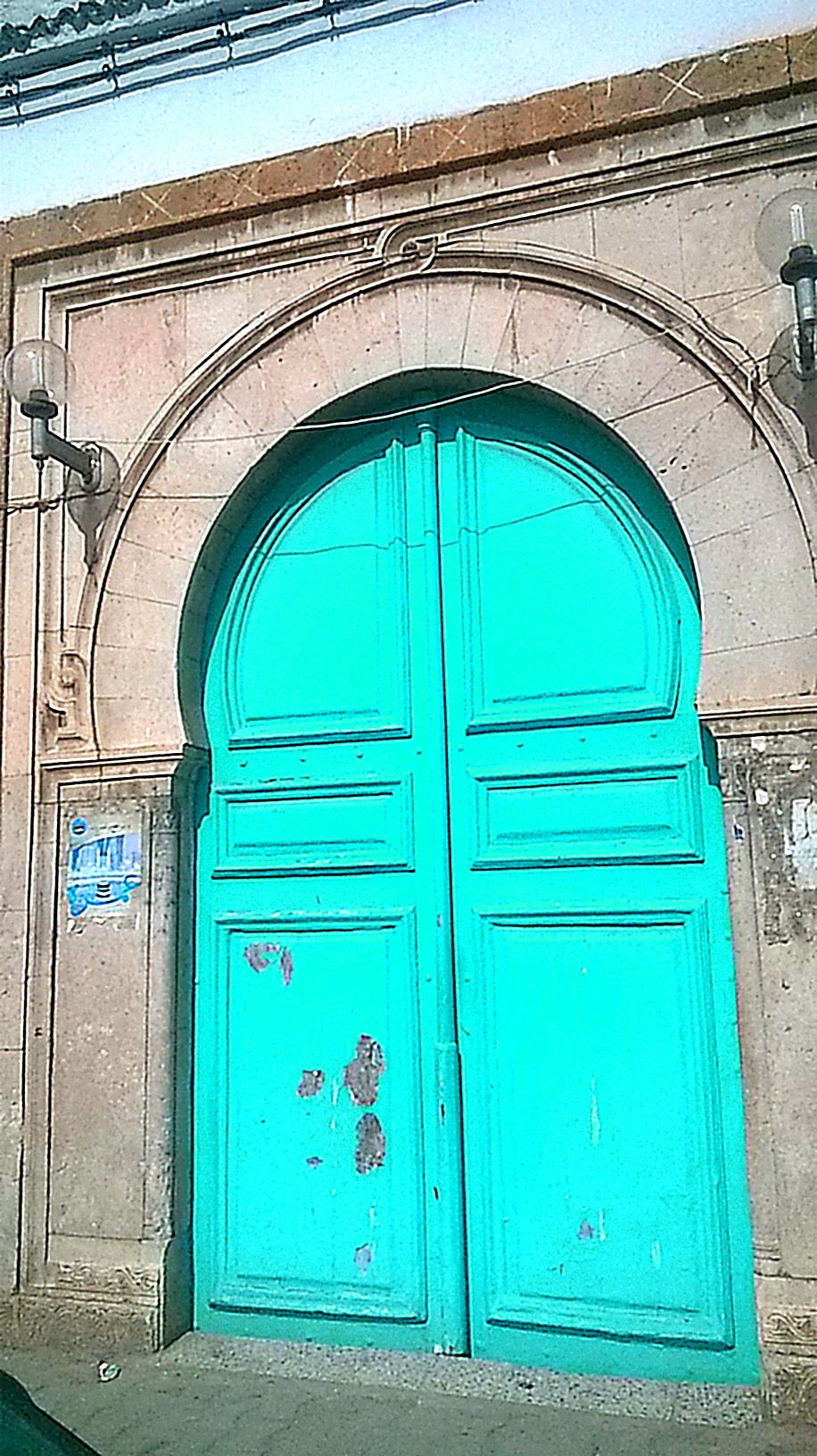
جامع سبحان الله
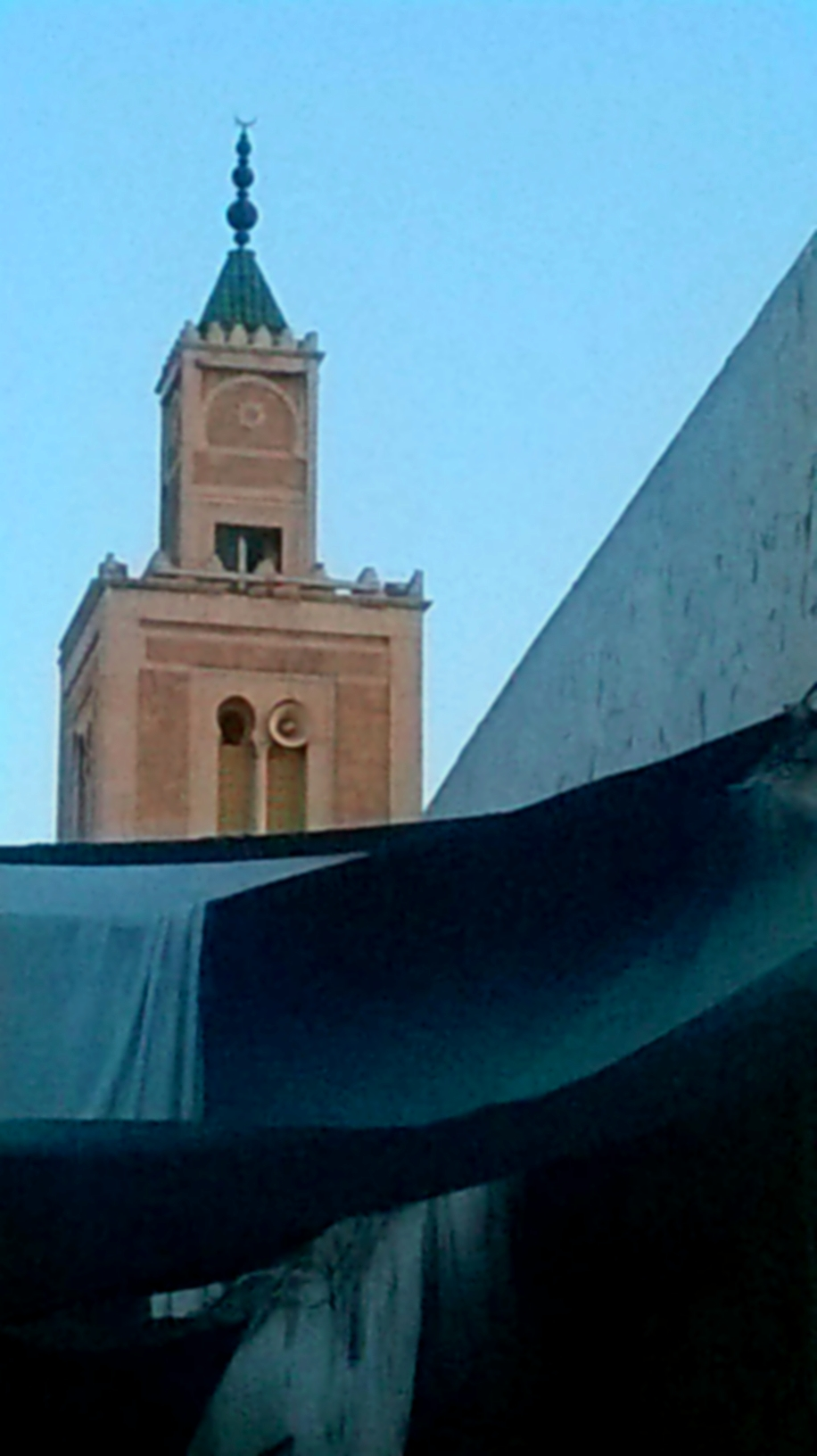
جامع أبى محمد المرجاني
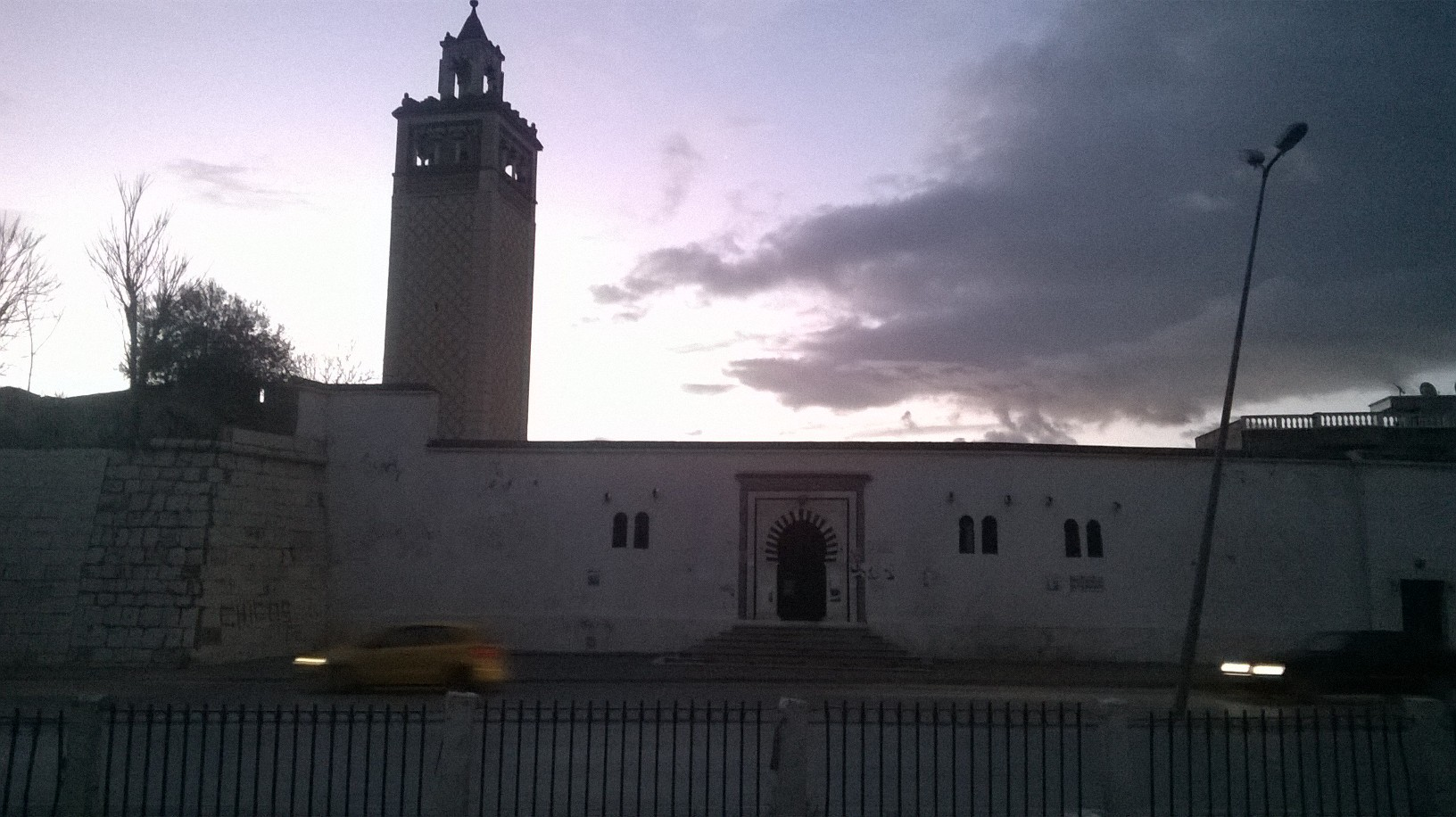
جامع البرج
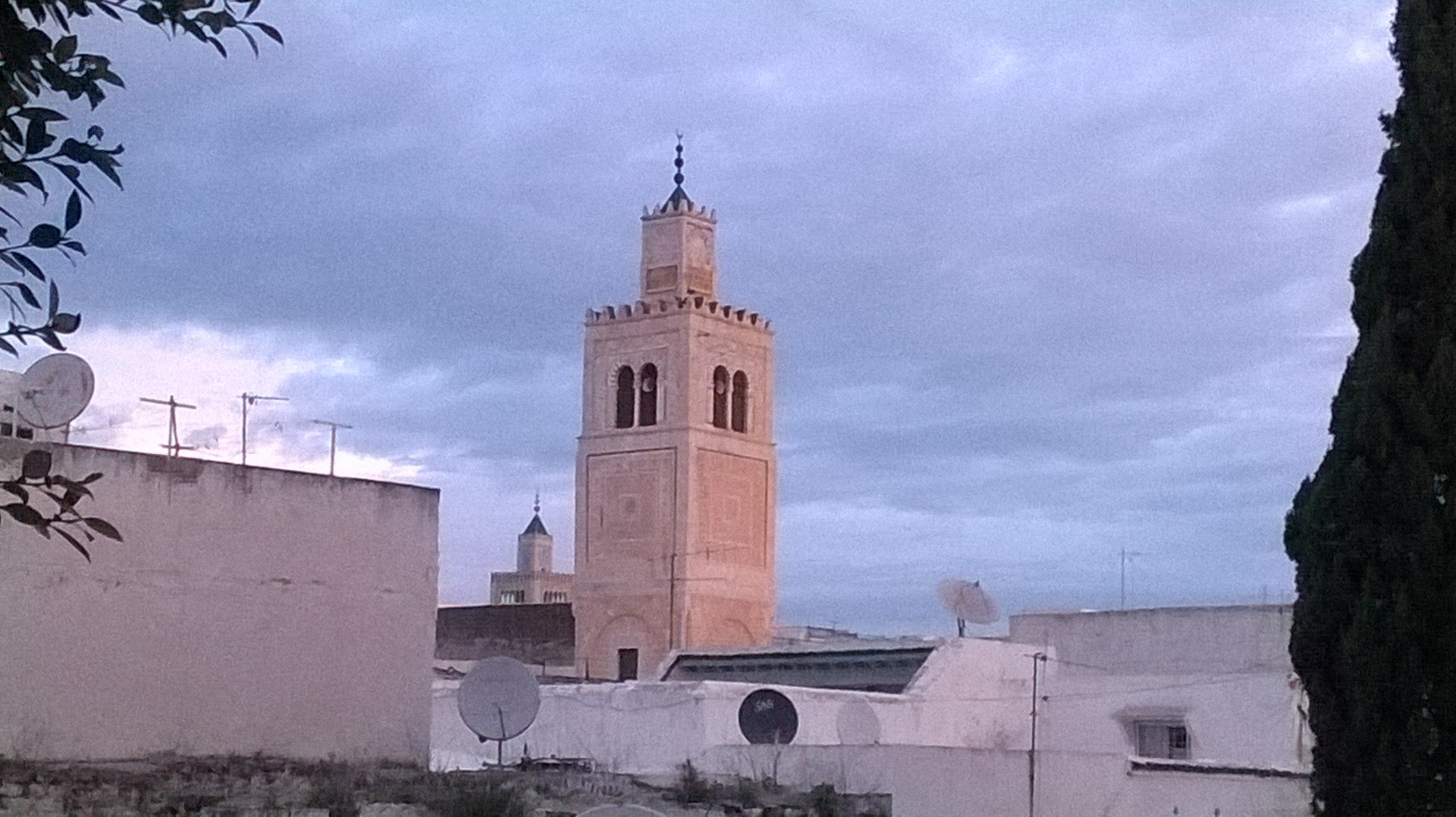
جامع القصر